# Вакі
Вакі (яп. 和木町, わきちょう, вакі тьо ) — містечко в Японії, у східній частині префектури Ямаґуті. Засноване у 1957 році на основі однойменного села Вакі.
Головними галузями господарства сучасного містечка є важка і хімічна промисловість.